# Данська медична асоціація
Датська медична асоціація (дан. Lægeforeningen, Den Almindelige Danske Lægeforening, скорочено LF) — професійне об'єднання лікарів у Данії. Станом на 1 січня 2024 року асоціація налічує близько 35 803 членів і є членом Данської конфедерації професійних асоціацій.
З 1954 року організація видає науковий журнал Danish Medical Journal, який до 2012 року мав назву Danish Medical Bulletin.

## Історія
Датська медична асоціація була заснована 1 вересня 1857 року в місті Корсер на острові Зеландія, після серії неформальних зустрічей, що тривали шість років. У цих зібраннях брали участь численні «провінційні лікарі» з різних регіонів країни.
Згідно зі статтею, опублікованою в British Medical Journal у 1957 році, головні цілі організації, переглянуті у 1935 році, включають:
1. Об’єднання лікарів Данії для захисту інтересів професії.
2. Виконання функції представницького органу, через який медична спільнота може впливати на суспільно важливі питання.

## Структура та дочірні організації
Датська медична асоціація виступає головною парасольною організацією, що об'єднує декілька лікарських асоціацій та профспілок, зокрема:
- Асоціація молодих лікарів
- Організація лікарів загальної практики
- Асоціація медичних спеціалістів

## Видання
З 1954 року асоціація публікує щомісячний науковий журнал Danish Medical Journal. До 2012 року видання мало назву Danish Medical Bulletin.